# Philygria albidipennis
Philygria albidipennis är en tvåvingeart som först beskrevs av Christian Stenhammar 1844.  Philygria albidipennis ingår i släktet Philygria och familjen vattenflugor.
Artens utbredningsområde är Sverige. Arten är reproducerande i Sverige. Inga underarter finns listade i Catalogue of Life.